# Gradić pejton
Gradić pejton (en serbe cyrillique : Градић пејтон) est un quartier de Belgrade, la capitale de la Serbie. Il est situé dans la municipalité urbaine de Vračar. Il est le seul quartier artisanal de la ville.

## Emplacement
Gradić pejton est situé à 2 km du centre-ville de Belgrade (Terazije). Il naît à l'angle des rues Makenzijeva et  Čuburska, à la hauteur du parc de Čubura. Il se présente comme la partie la plus occidentale du quartier de Čubura qui s'étend à l'est et au nord de Gradić pejton, qui, quant lui, est limité par les quartiers de Neimar au sud et de Vračar à l'ouest.

## Caractéristiques
Gradić pejton est un quartier particulier de Belgrade dans la mesure où il constitue une zone artisanale avec de petites boutiques où l'on pratique certains arts aujourd'hui en voie de disparition. On y trouve des stamp-cutters (?), des imprimeurs, des charpentiers, des serruriers, des souffleurs de verre etc. On y trouve aussi plusieurs kafanas et cafés.
Sur le plan architectural, Gradić pejton se singularise par rapport à d'autres quartiers de Belgrade. Le secteur a été construit entre 1968 et 1971 par l'architecte Ranko Radović (1935-2005), qui, à un moment où les immeubles en béton régnaient à Belgrade, a décidé de concevoir un complexe commercial entièrement construit en bois, notamment pour ne pas briser l'atmosphère bohème du quartier de Čubura. L'architecte a également tenu compte de l'ensemble de l'environnement, s'interdisant de couper un seul arbre du quartier[réf. nécessaire].
Le quartier doit son nom à la série télévisée Peyton Place, qui, à cette époque, a connu un immense succès en Serbie. D'autres quartiers, par exemple à Kraljevo et Pristina doivent son nom à cette série.